# Овет е ла Шаплот
Овет е ла Шаплот (фр. Auvet-et-la-Chapelotte) насеље је и општина у источној Француској у региону Франш-Конте, у департману Горња Саона која припада префектури Везул.
По подацима из 2011. године у општини је живело 246 становника, а густина насељености је износила 17,05 становника/km². Општина се простире на површини од 14,43 km². Налази се на средњој надморској висини од 222 метара (максималној 261 m, а минималној 198 m).

## Демографија
| 1962. | 1968. | 1975. | 1982. | 1990. | 1999. | 2011. |
| ----- | ----- | ----- | ----- | ----- | ----- | ----- |
| 225   | 220   | 213   | 210   | 240   | 266   | 246   |

График промене броја становника у току последњих година